# Кевин Неш
Кевин Скот Неш (енгл. Kevin Scott Nash; Детроит, 9. јул 1959) амерички је глумац и бивши професионални рвач, тренутно потписан за WWE као један од легендарних играча. Такође је познат по свом раду за World Championship Wrestling (WCW) и Total Nonstop Action Wrestling (TNA).

## Биографија
Рођен је 9. јула 1959. године у југозападном Детроиту у побожној хришћанској породици. Његов отац, Роберт, умро је од срчаног удара 4. априла 1968. у 36. години, када је Кевин имао осам година. Дана 27. децембра 1994. његова мајка Ванда умрла је након четворогодишње борбе против рака дојке.
Године 1988. оженио се Тамаром Макмајкл, али су се растали 2000. године, иако су се касније помирили. Њихов син Тристен рођен је 12. јуна 1996. године и био је соло музичар и песник. Тристен је 20. октобра 2022. умро од срчаног застоја који је био изазван нападом синдрома уздржавања од алкохола. Имао је 26 година.

## Филмографија
| Улоге Кевина Неша |              |               |         |          |
| Година            | Српски назив | Изворни назив | Улога   | Напомена |
| 2004.             | Панишер      |               | Рус     |          |
| 2012.             | Чаробни Мајк |               | Тарзан  |          |
| 2014.             | Џон Вик      |               | Франсис |          |
| 2015.             | Чаробни Мајк |               | Тарзан  |          |
| 2022.             | Пас          |               | Гас     |          |